# カーリー・クロス
カーリー・エリザベス・クロス（Karlie Elizabeth Kloss、1992年8月3日 - ）は、アメリカ合衆国出身の女性ファッションモデル。
14歳からプロのモデル活動を開始。ファッションブランド「ヴィクトリアズ・シークレット」の特別広告塔“エンジェル”を務めるなど、トップモデルとして知られている。
Models.com選出「トップ50 Models Women」第7位。『Vogue Paris』誌選出「2000年代のモデル」トップ30。

## 来歴
米国イリノイ州のシカゴで生まれた。母親はフリーランスのアートディレクター、父親は緊急救命室医師。4姉妹の次女で、系譜はデンマーク系。1994年、家族とともにミズーリ州セントルイスへ移住。バレエ学校でクラシックバレエを習った。バレエはのちのランウェイの仕事におけるリズムやフィジカル面に大いに生かされることとなった。13歳になった頃に地元セントルイスで開催されたチャリティファッションショーでモデルスカウトに見い出された。14歳の時、ニューヨークのマンハッタンでアパートを借りモデル活動を開始。ニューヨークと地元セントルイスを行き来しながら高校を卒業した。

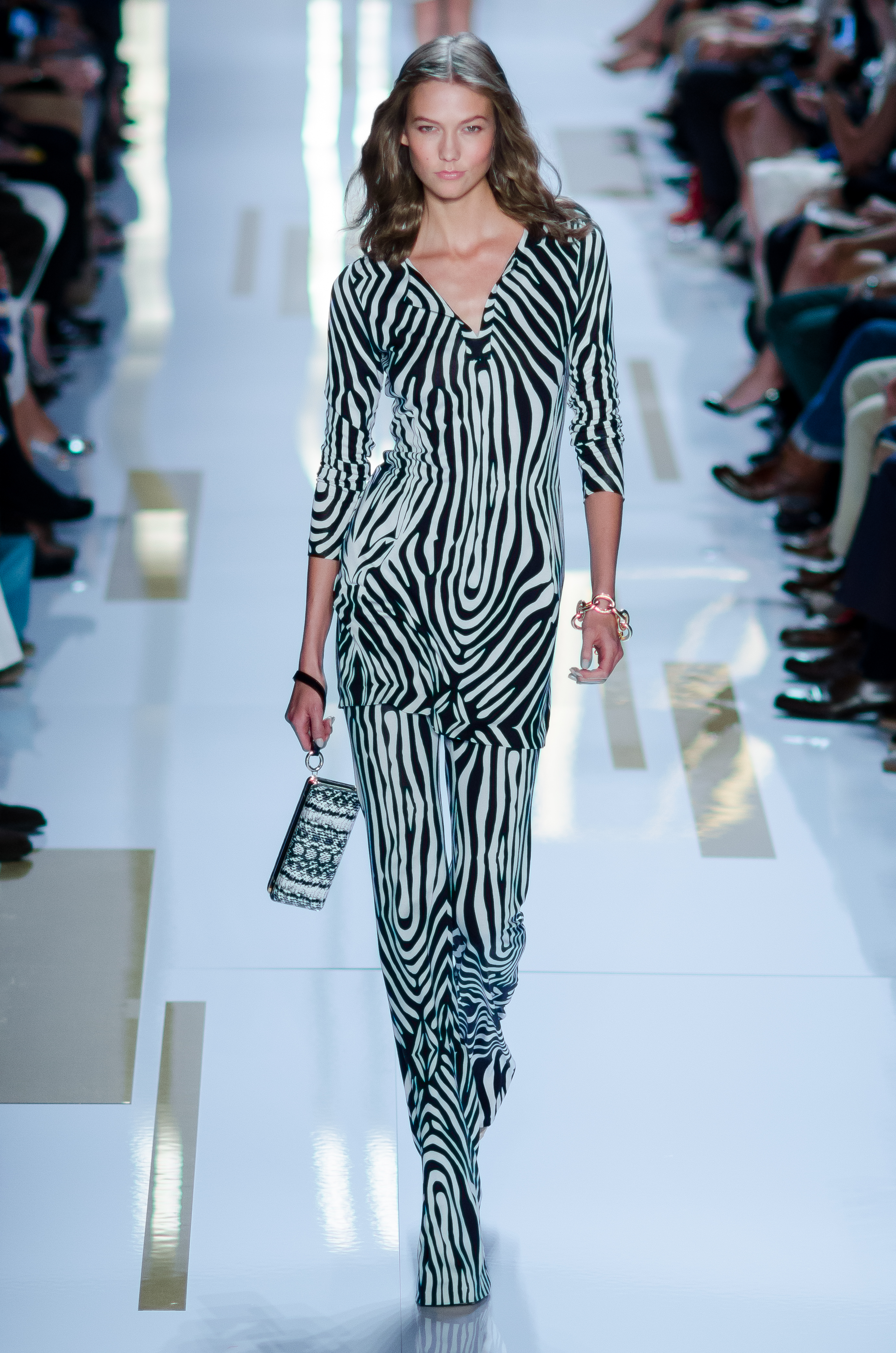
Diane von Fürstenbergコレクション2014S/Sにて (2013年12月)

2007年、15歳の時に大手モデル事務所のエリート・モデル・マネジメントと契約。2008年にネクスト・モデル・マネジメントへ移るも、これら大手モデル事務所2社の間で自身を巡る法的紛争へに発展、のちに和解している。

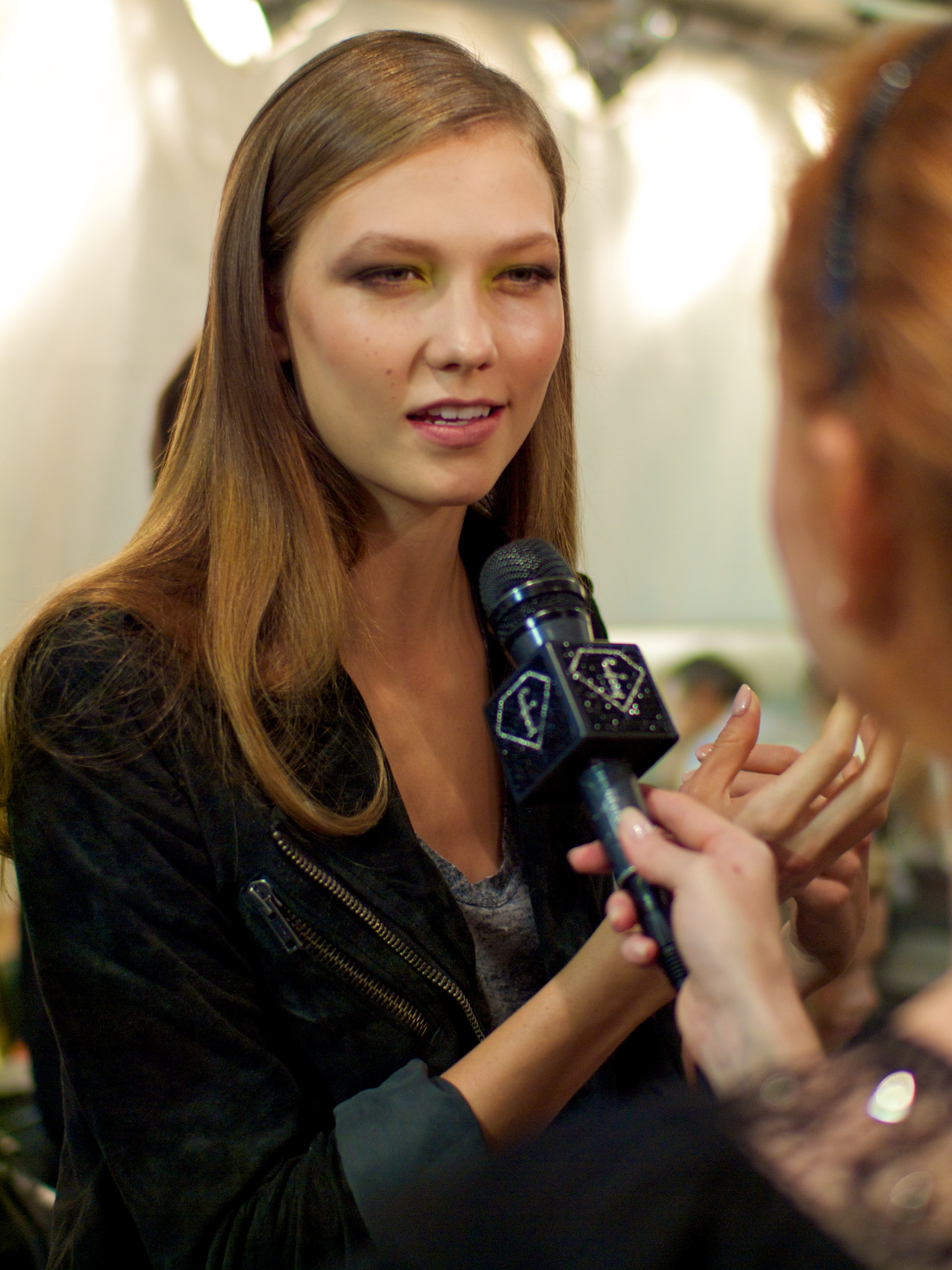
ELIE SAABコレクション2011S/Sバックステージにて (2010年10月)

2007年にファッション誌『ヴォーグ』の姉妹誌『ティーン・ヴォーグ』に登場、同年、ファッションブランド「カルバン・クライン」でランウェイデビュー。2008年にはピープル誌の「ベスト・モデル」に選ばれることとなった。
グッチ、ルイ・ヴィトン、ヴェルサーチ、エルメス、ニナ・リッチ、ドルチェ&ガッバーナ、クロエ、ジャン＝ポール・ゴルチエ、ダナ・キャラン、ラコステ、マックスマーラ、アレキサンダー・マックイーン、ソニア・リキエル、アクアスキュータム、TOPSHOP、ギャップ、クリスチャン・ディオール、カルバン・クライン、カール・ラガーフェルド、ジバンシィ、ロード・アンド・テイラー、バーニーズ・ニューヨーク、アメリカン・イーグル・アウトフィッターズ、ケイトスペード等でそれぞれ広告キャンペーンあるいはランウェイに登場。
ファッション誌『ヴォーグ』のフランス版、イタリア版、ブラジル版、ドイツ版、米国版、日本版、英国版、中国版、ロシア版、スイス版、オーストラリア版等にそれぞれ登場する。また、『ヌメロ』、『ELLE』、『ヴァニティ・フェア』、『Allure』、『i-D』、『Dazed & Confused』などといったファッション誌の各国版表紙または数ページを飾っている。
2010年にはテレビドラマ『ゴシップガール』の第4シーズン第1話「昼顔たち」に本人役で出演。2012年には大手モデル事務所「IMG Models」へ移籍した。2011年に「ヴィクトリアズ・シークレット」のランウェイに初登場。2013年に同ブランドの“エンジェル”に昇格した。
2013年から契約していた「ヴィクトリアズ・シークレット」のエンジェルを2015年をもって卒業。
2015年5月には歌手テイラー・スウィフトのミュージックビデオ「Bad Blood」に Knockout（ノックアウト）役で出演している。
2016年秋冬の「スワロフスキー」新ブランド アンバサダーに就任。
2018年、アメリカ合衆国大統領上級顧問ジャレッド・クシュナーの弟であるジョシュア・クシュナーと結婚した。
その後、ユダヤ教に改宗する。

## 登場作品
| 年   | 作品名                     | 役名   | 備考                         |
| ---- | -------------------------- | ------ | ---------------------------- |
| 2010 | ゴシップガール Gossip Girl | 本人役 | 第4シーズン第1話「昼顔たち」 |